# Fledermausquartiere im Walpersberg bei Großeutersdorf
Fledermausquartiere im Walpersberg bei Großeutersdorf este o arie protejată (arie specială de conservare — SAC, sit de importanță comunitară — SCI) din Germania întinsă pe o suprafață de 0,01 ha, integral pe uscat.

## Localizare
Centrul sitului Fledermausquartiere im Walpersberg bei Großeutersdorf este situat la coordonatele 50°47′42″N 11°33′32″E / 50.795°N 11.5589°E.

## Înființare
Situl Fledermausquartiere im Walpersberg bei Großeutersdorf a fost declarat sit de importanță comunitară în iunie 2004 pentru a proteja 2 specii de animale. Situl a fost protejat și ca arie specială de conservare în iulie 2008.

## Biodiversitate
Situată în ecoregiunea continentală, aria protejată nu include niciun habitat protejat.
La baza desemnării sitului se află mai multe specii protejate de  mamifere (2): liliac comun (Myotis myotis), liliacul mic cu potcoavă (Rhinolophus hipposideros)
Pe lângă speciile protejate, pe teritoriul sitului au mai fost identificate 4 specii de mamifere.